# أحمد بن يسف
أحمد بن يسف (ولد يوم 26 أكتوبر 1945 بتطوان) فنان تشكيلي مغربي ارتبط اسمه بالرسم والصباغة، ويعتبر من رواد الفن العربي الحديث. تلقّبه وزارة الثقافة المغربية ب«المايسترو». بدأ بن يسف مسيرته الفنية سنة 1963، وترتبط لوحاته بالمكان (المباني والشوارع) إضافة للمرأة المغربية.
طُبعت بعض لوحاته على الأوراق المالية والنقدية المغربية، مثل الورقة المالية من فئة 100 درهم.

## حياته
ولد أحمد بن يسف سنة 1945 بمدينة تطوان شمال المغرب، خلال مرحلة الحماية الإسبانية. درس الفن التشكيلي منذ طفولته في حصص ليلية، قبل أن يلتحق رسميا بمدرسة الفنون الجميلة بمدينته في الموسم الدراسي 1962-1963، ويدرس بها ثلاث سنوات. بعد ذلك، انتقل إلى إشبيلية، و درس بمدرستها للفنون الجميلة، وتخرّج منها سنة 1970.